# Guy Janiszewski
Guy Janiszewski (Milmort, Herstal, 24 de gener de 1959) és un ciclista belga, ja retirat, que fou professional entre 1981 i 1985. En el seu palmarès destaca una victòria d'etapa a la Volta a Catalunya de 1981.

## Palmarès
- 1981
  - Vencedor d'una etapa a la Volta a Catalunya

### Resultats al Tour de França
- 1982. 101è de la classificació general
- 1983. 77è de la classificació general

### Resultats a la Volta a Espanya
- 1983. Abandona (14a etapa)

### Resultats al Giro d'Itàlia
- 1984. Fora de control (14a etapa)